# Ainudrilus mediocris
Ainudrilus mediocris är en ringmaskart som beskrevs av Erséus 1997. Ainudrilus mediocris ingår i släktet Ainudrilus och familjen glattmaskar. Inga underarter finns listade i Catalogue of Life.